# Sua Língua
Sua Língua foi um programa exibido na TV Cultura e na TV Rá-Tim-Bum.

## Personagens
- Pasquale Cipro Neto
- Coisinho (Ilha Rá-Tim-Bum)